# Osteodes pervittata
Osteodes pervittata är en fjärilsart som beskrevs av George Francis Hampson 1909. Osteodes pervittata ingår i släktet Osteodes och familjen mätare. Inga underarter finns listade i Catalogue of Life.